# Любов сліпа (фільм)
«Любов сліпа» (англ. Love Is Blind), раніше «Прекрасна темрява» (англ. Beautiful Darkness) — американський незалежний чорний комедійно-драматичний фільм, сценарій якого написала Дженніфер Шур, режисерів Енді Делейні та Монті Вайтблум. У головних ролях: Шеннон Тарбет, Ейдан Тернер, Бенджамін Вокер, Метью Бродерік та Хлоя Севіньї. Це режисерський дебют Вайтблума та Делейні. Фільм був випущений у форматі відео на вимогу 25 березня 2019 року у Великій Британії, та 8 листопада 2019 року у США.

## У ролях
| Актор           | Роль           |
| --------------- | -------------- |
| Шеннон Тарбет   | Бесс Краффт    |
| Ейдан Тернер    | Рассел Хенк    |
| Бенджамін Вокер | фермер Смітсон |
| Меттью Бродерік | Мюррей Краффт  |
| Хлоя Севіньї    | Каролін Краффт |
| Марк Блум       | доктор Клінарт |

## Виробництво
Знімання розпочалося в долині Гудзон 8 червня 2015 року. Знімання офіційно завершилося 6 липня 2015 року.

## Зовнішні посилання
- Любов сліпа на IMDb